# Прото, Феликс
Феликс Прото (фр. Felix Proto; 1942 — 2 июня 2013, Пуэнт-а-Питр) — президент регионального совета Гваделупы (1983—1986).

## Биография
Получил медицинское образование. Как врач участвовал в создании в Гваделупе системы скорой медицинской помощи, закупке для местных клиник современного оборудования.
Пришел в политику в 1980-х гг. в рядах социалистов, являлся убежденным защитником прав человека и гражданских прав.
В 1986—1992 гг. — президент регионального совета (глава правительства) Гваделупы. Его кабинет осуществил строительство морской гавани, технлогоическое переоборудование аэропорта, были построены семь средних школ, построены и отремонтированы мосты и развязки. Неоднозначно был воспринят его проект по строительству велодрома Amédée Detreaux. Политик был известен своей открытостью, выступив создателем телеканала Télécaraïbes.
Политическую карьеру завершил в 2010 г., работал в качестве челюстно-лицевого хирурга в университетской больнице.